# Detector de colisões do Fermilab

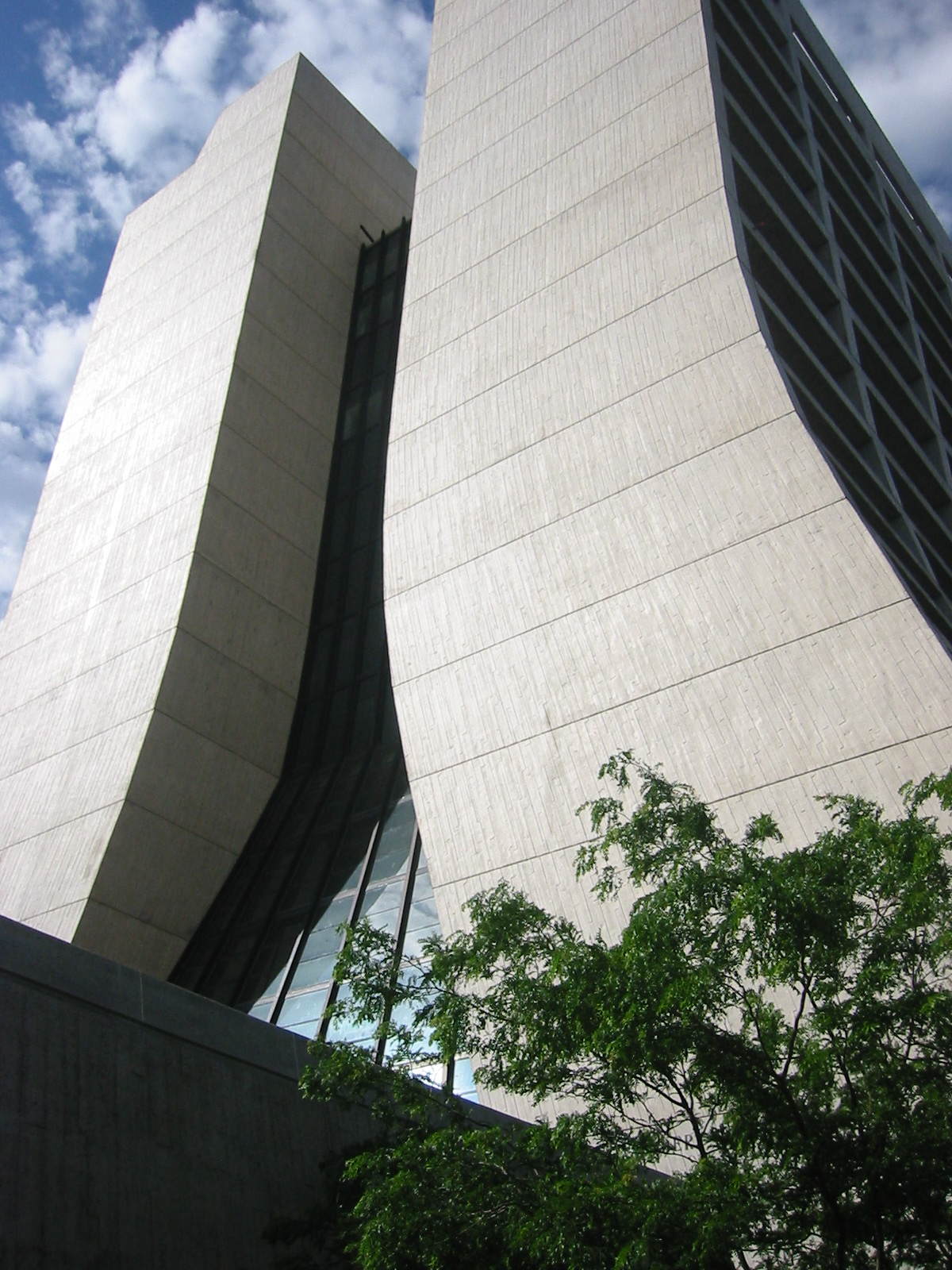
CDF

O experimento "CDF" (abreviação em ingles) Detector de colisões do Fermilab é um estudo experimental de colisões de partículas de alta energia no Tevatron, o acelerador de partículas segundo de mais alta de energia do mundo (O Grande Colisor de Hádrons (em inglês:  Large Hadron Collider - LHC) do CERN, é o maior acelerador de partículas do mundo). O objetivo experimento do Detector de colisões é descobrir a identidade e as propriedades das partículas que compõem o universo e compreender as forças e interações entre essas partículas.
"CDF" é uma colaboração internacional de cerca de 600 físicos (de cerca de 30 universidades americanas e laboratórios norte-americanos e cerca de 30 grupos de universidades e laboratórios da Itália, Japão, Reino Unido, Canadá, Alemanha, Espanha, Rússia, Finlândia, França, Taiwan, Coreia do Sul, e Suíça). O detector CDF pesa 5000 toneladas e tem cerca de 12 metros em todas as três dimensões. O objetivo do experimento é medir excecionais  eventos dentre as milhares de milhões de colisões, a fim de:
- Procurar evidências de fenômenos além do Modelo Padrão da física de partículas.
- Medir e estudar a produção e decomposição de partículas pesadas, como a quarks superior e inferior (Top & Bottom), e os bósons W e Z.
- Medir e estudar a produção de jatos de partículas de alta energia e o Estudo de fótons e outros fenômenos tais como difração.